# 1998年冬季残疾人奥林匹克运动会芬兰代表团
1998年冬季残疾人奥林匹克运动会芬兰代表团是芬兰派出的1998年冬季残疾人奥林匹克运动会代表团。获得7枚金牌、5枚银牌和7枚铜牌。